# Sant’Angelo Romano

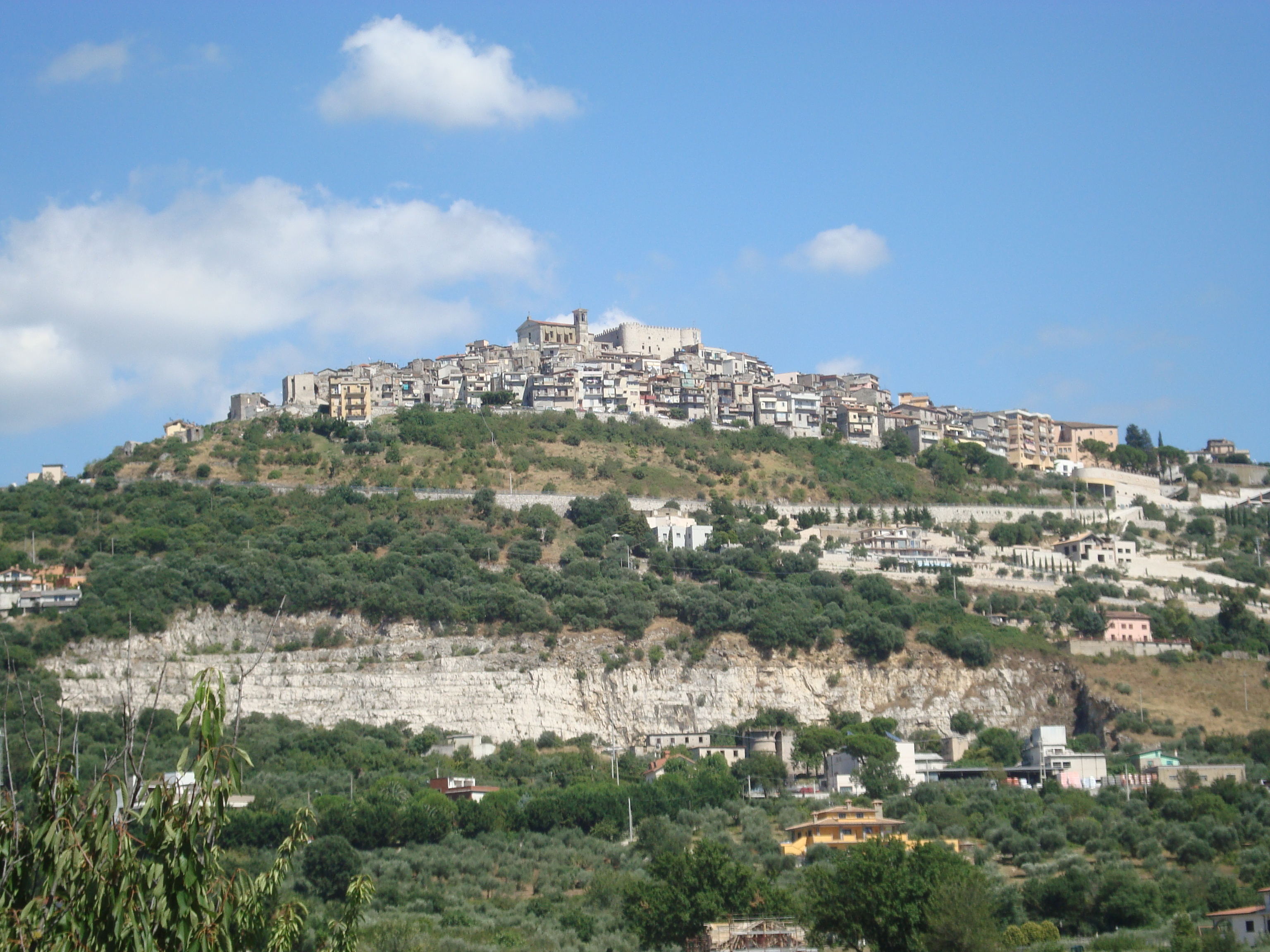
Blick auf Sant’Angelo Romano

Sant’Angelo Romano ist eine Gemeinde in der Metropolitanstadt Rom in der italienischen Region Latium mit 4982 Einwohnern (Stand 31. Dezember 2023). Sie liegt 34 Kilometer nordöstlich von Rom.

## Geographie
Sant’Angelo Romano liegt auf dem Gipfel des Monte Patulo, der zu den Monti Cornicolani gehört. Es ist Mitglied der Comunità Montana Monti Sabini e Tiburtini.

## Bevölkerungsentwicklung
| Jahr      | 1881 | 1901 | 1921 | 1936 | 1951 | 1971 | 1991 | 2001 |
| --------- | ---- | ---- | ---- | ---- | ---- | ---- | ---- | ---- |
| Einwohner | 811  | 1201 | 1453 | 1665 | 1968 | 1912 | 2525 | 3078 |

Quelle: ISTAT

## Politik
Seit dem 26. Mai 2014 ist Martina Domenici (Lista Civica: Per Sant'Angelo Romano) Bürgermeisterin; sie wurde am 26. Mai 2019 wiedergewählt.